# Jackie Lockhart
Jacqueline „Jackie“ Lockhart (* 22. März 1965 in Lanark als Jacqueline Steele) ist eine schottische Curlerin. Momentan spielt sie auf der Position des Skip.

## Karriere
Ihren ersten internationalen Erfolg hatte Lockhart 1983, als sie die Silbermedaille bei den Juniorenweltmeisterschaften gewann. 1985 gewann sie dann die Silbermedaille bei der Weltmeisterschaft in Jönköping als Second im Team von Skip Isobel Torrance.
Als Skip spielte Lockhart 1992 beim Demonstrationswettbewerb der Olympischen Winterspiele in Albertville. Ebenfalls als Skip feierte sie bei der WM 2002 in Bismarck ihren größten Erfolg. Gemeinsam mit Sheila Swan, Katriona Fairweather und Anne Laird gewann sie die Goldmedaille.
Eine große Enttäuschung erlebte sie bei den Olympischen Winterspielen 2006 in Turin. Nach einem schwachen Spiel gegen Norwegen wurde sie durch Deborah Knox ersetzt. Bei den Mixed-Europameisterschaften 2006 im italienischen Claut spielte sie als Third im Team von Skip Tom Brewster. Die Mannschaft konnte die Goldmedaille gewinnen. Um den Curlingsport zu promoten, posierte sie 2007 nackt im Ana Arces „Fire on Ice“-Kalender.
Im Februar 2010 nahm Lockhart als Mitglied des britischen Teams an den Olympischen Winterspielen 2010 in Vancouver (Kanada) teil. Die Mannschaft belegte den siebten Platz.
Lockhart spielt mittlerweile bei den Senioren und konnte 2016 als Skip des schottischen Teams die Goldmedaille bei der Curling-Seniorenweltmeisterschaft gewinnen. 2017 gewann sie bei diesem Wettbewerb die Bronzemedaille.
Lockhart ist verheiratet und hat eine Tochter (Kirsty) und einen Sohn.